# كينغسلي إيدوو
كينغسلي إيدوو (مواليد 19 يونيو 1996) هو لاعب كرة قدم نيجيري يلعب في مركز المهاجم في نادي الترجي الرياضي التونسي.

## روابط خارجية
- كينغسلي إيدوو على موقع قاعدة بيانات كرة القدم.إي يو (الإنجليزية)